# 김지정의 난
김지정의 난(金志貞－亂)은 선덕왕 1년(780년) 신라의 왕족 김지정(? ~ 780)이 일으킨 반란으로, 신라 후기에 연달아 일어난 왕위쟁탈을 위한 골육상쟁의 하나이다.
삼국사기에 따르면 어려서 왕위에 오른 혜공왕은 사치와 방탕이 심하여 나라의 기강이 문란해졌다. 이에 이찬(李飡)이던 김지정이 반란을 일으켰다. 그는 궁궐을 포위하고 왕과 왕비를 죽였으나, 반란은 상대등 김양상(金良相), 이찬 김경신(金敬信) 등의 반격으로 평정되고, 왕위는 김양상이 계승하였다.
삼국유사에 따르면 나라 안에 큰 난리가 생기고, 혜공왕은 김양상, 김경신에게 살해되었다는 내용이 있다. 따라서 김지정의 난이 혜공왕이 아니라 당시 실권을 잡은 상대등 김양상, 이찬 김경신을 겨냥하여 일어났으며, 이 과정에서 혜공왕과 김지정이 모두 죽고 김양상이 즉위(선덕왕)했다는 학계의 해석도 있다.
혜공왕, 김지정의 일족은 모두 죽었으며, 무열왕계 후손이 옹립되지 않고 당시 상대등 김양상이 스스로 즉위하여 왕(선덕왕)이 되었고, 훗날 그가 후손없이 죽자 김주원과 김경신이 싸웠다. 결국 김양상의 일파 김경신이 왕(원성왕)이 된다.

## 같이 보기
- 혜공왕
- 김지정
- 김양상
- 김경신
- 김주원
- 김헌창의 난